# Nagari Salo
Nagari Salo is een bestuurslaag in het regentschap Agam van de provincie West-Sumatra, Indonesië. Nagari Salo telt 1274 inwoners (volkstelling 2010).